# مارسلو نیتزولا
مارسلو نیتزولا (ایتالیایی: Marcello Nizzola; ۱۷ دسامبر ۱۹۰۰ – ۲۲ فوریهٔ ۱۹۴۷) کشتی‌گیر اهل ایتالیا بود.